# Tiina Kangro
Tiina Kangro (nascida a 3 de março de 1961, em Tallinn) é uma jornalista e política estoniana. Ela foi um membro do XIII Riigikogu, representando o partido Isamaa.
Tiina Kangro formou-se na Universidade de Tartu em 1984 com uma licenciatura em língua e literatura inglesa, e em 1991 com uma licenciatura em jornalismo.
De 1986 a 2001 Kangro foi editora e editora-chefe dos programas educacionais da Eesti Television (ETV) e, de 1998 a 2001, foi directora de programas da ETV. Em dezembro de 1999, o Conselho de Radiodifusão nomeou-a sua Directora-geral Interina da ETV para substituir Toomas Lepa, que havia sido destituída do cargo. Tiina Kangro foi Directora-geral Interina da ETV até junho de 2000.
Em 2001, a OÜ Haridusmeedia, uma empresa que produz programas de educação para os media, foi fundada por Kangro. De 2002 a 2004, ela foi a chefe da universidade aberta da Universidade de Tecnologia de Tallinn. Ela é editora-chefe do jornal semanal Linnaleht desde 2004 e editora-chefe da revista Puutepunktid desde 2011.